# Monasterevin
Monasterevin, irisch Mainistir Eimhín  (Eimhíns Kloster), oft auch Monasterevan, ist eine Kleinstadt in der Republik Irland im County Kildare. Bei der Volkszählung 2022 hatte sie 5307 Einwohner, das ist mehr als eine Verdoppelung gegenüber 1991, als sie 2224 Einwohner hatte.

## Lage und Verkehrsanbindung

### Straße
Monasterevin liegt 12 km westlich von Kildare und 63 km südwestlich von Dublin. Die Nationalstraße N7 von Dublin in den Südwesten führte bis 2004 durch die Stadt. Nach der Eröffnung der Autobahn M7, die südlich am Ort vorbeiführt, wurde sie zur Regionalstraße R445 herabgestuft. Von hier zweigen auch noch mehrere andere Regionalstraßen in alle Richtungen ab.

### Bahn
Die Bahnstrecken von Dublin nach Südwesten (Cork, Tralee) sowie nach Westen (Galway, Westport) führen durch Monasterevin. Die erste Strecke wurde 1847/48 erbaut. Ab 1976 hielten keine Züge mehr im Ort und das Empfangsgebäude wurde verkauft. Wegen der gestiegenen Einwohnerzahl und der Pendler nach Dublin wurde 2001 wieder ein Haltepunkt (ohne Empfangsgebäude) eingerichtet.

### Wasserwege
Monasterevin liegt am River Barrow. Der Bau des Grand Canals, der Dublin mit dem Shannon verbindet, wurde 1773 begonnen. Bevor der Shannon erreicht war, wurde bereits 1783 eine Abzweigung in Robertstown gebaut, die als Barrow-Linie bekannt ist. Diese erreichte den Barrow in Monasterevin 1785; da der Fluss aber zu flach ist, wurde parallel dazu der Kanal weiter nach Athy gebaut, wo er in den Barrow mündet. Dazu musste in Monasterevin ein Aquädukt für den Kanal über den Barrow gebaut werden.
Ab 1827 wurde von hier aus noch ein Stichkanal nach Mountmellick gebaut, der aber 1960 aufgegeben und teilweise überbaut wurde.
Wegen der Kanäle, Brücken und des Flusses nennt sich Monasterevin auch gern Venedig des Westens.

## Geschichte
Die Gegend war bereits seit der Steinzeit besiedelt, wie Funde von Äxten beweisen. Ein Zeitgenosse von St. Patrick, St. Abban von New Ross, gründete im 5. oder zu Beginn des 6. Jahrhunderts ein Kloster in der Nähe des Barrow und übergab diese seinem Schüler Eimhín (Evin), der der späteren Stadt seinen Namen gab. Das Kloster verschwand im 9. oder 10. Jahrhundert.
Im 12. Jahrhundert gründeten die Zisterzienser eine neue Abtei. Diese ging 1541 im Rahmen der Reformation in England in den Besitz von Heinrich dem VIII. über.
Danach wechselte das Kloster mehrmals den Besitzer; zu Beginn des 18. Jahrhunderts gehörte es der Familie der Lord Moores, die damals ihren Familiensitz hierher verlegten. Die Klostergebäude wurden abgerissen und später ein Herrenhaus, Moore Abbey, errichtet. Die Familie legte in der Nähe eine Stadt an, das heutige Monasterevin.
Bei den Aufständen der United Irishmen 1798 kam es auch in Monasterevin zu Gefechten, die aber von den Aufständischen verloren wurde. Der Priester Edward Prendergast, der den Aufstand in der Gegend angeleitet hatte, wurde später im Ort gehängt.
1975 kam Monasterevin in die Weltpresse, nachdem die Provisional IRA den niederländischen Industriellen Tiede Herrema entführt hatte, sich in einem Haus in der Stadt verbarrikadierte und über zwei Wochen belagert wurde. Die Entführer gaben am 7. Oktober auf und Herrema wurde befreit.

## Persönlichkeiten
- Florence Fulton Hobson (1881–1978), Architektin